# Erdgasfahrzeug

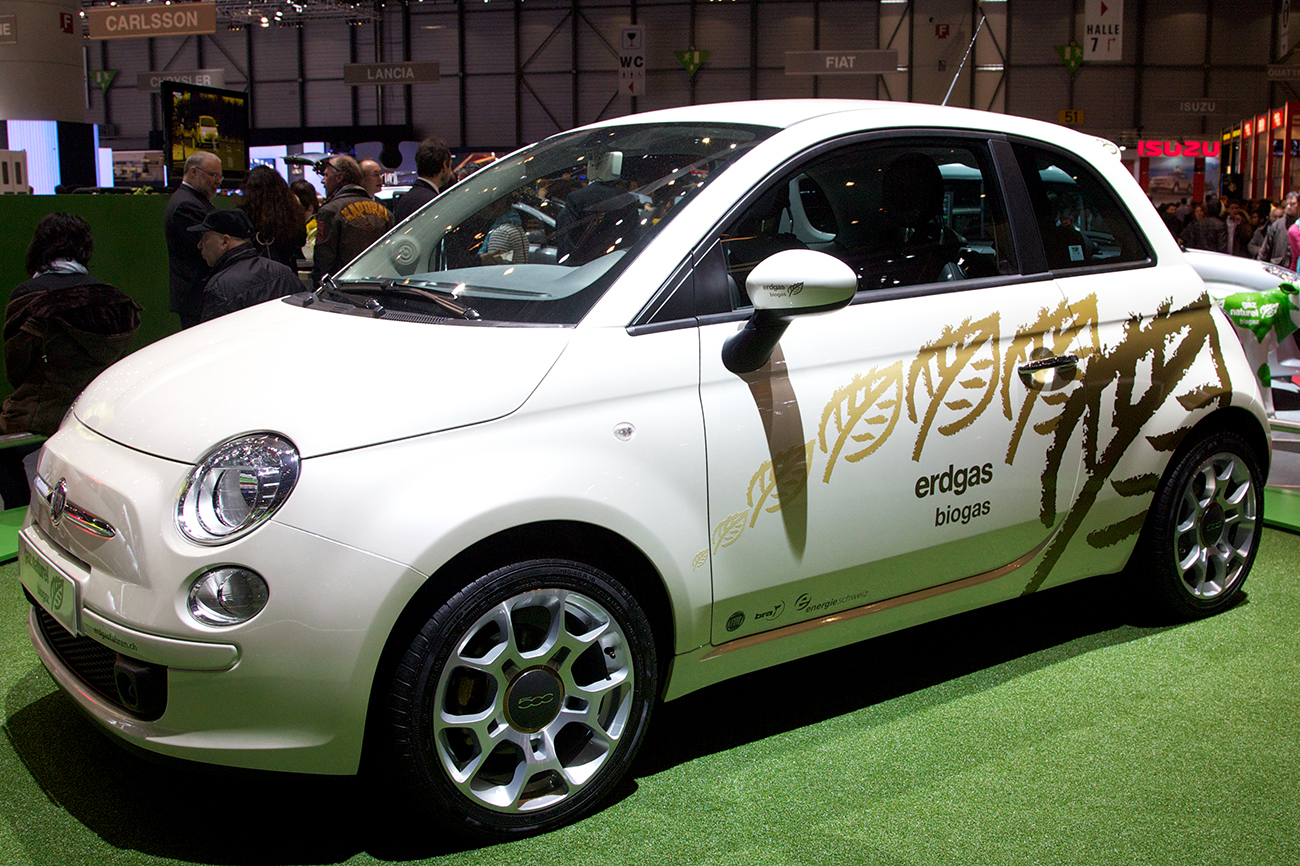
Pkw Fiat 500 mit Erdgasantrieb – ohne äußerlich erkennbaren Unterschied zu den Benzin- und Dieselmodellen

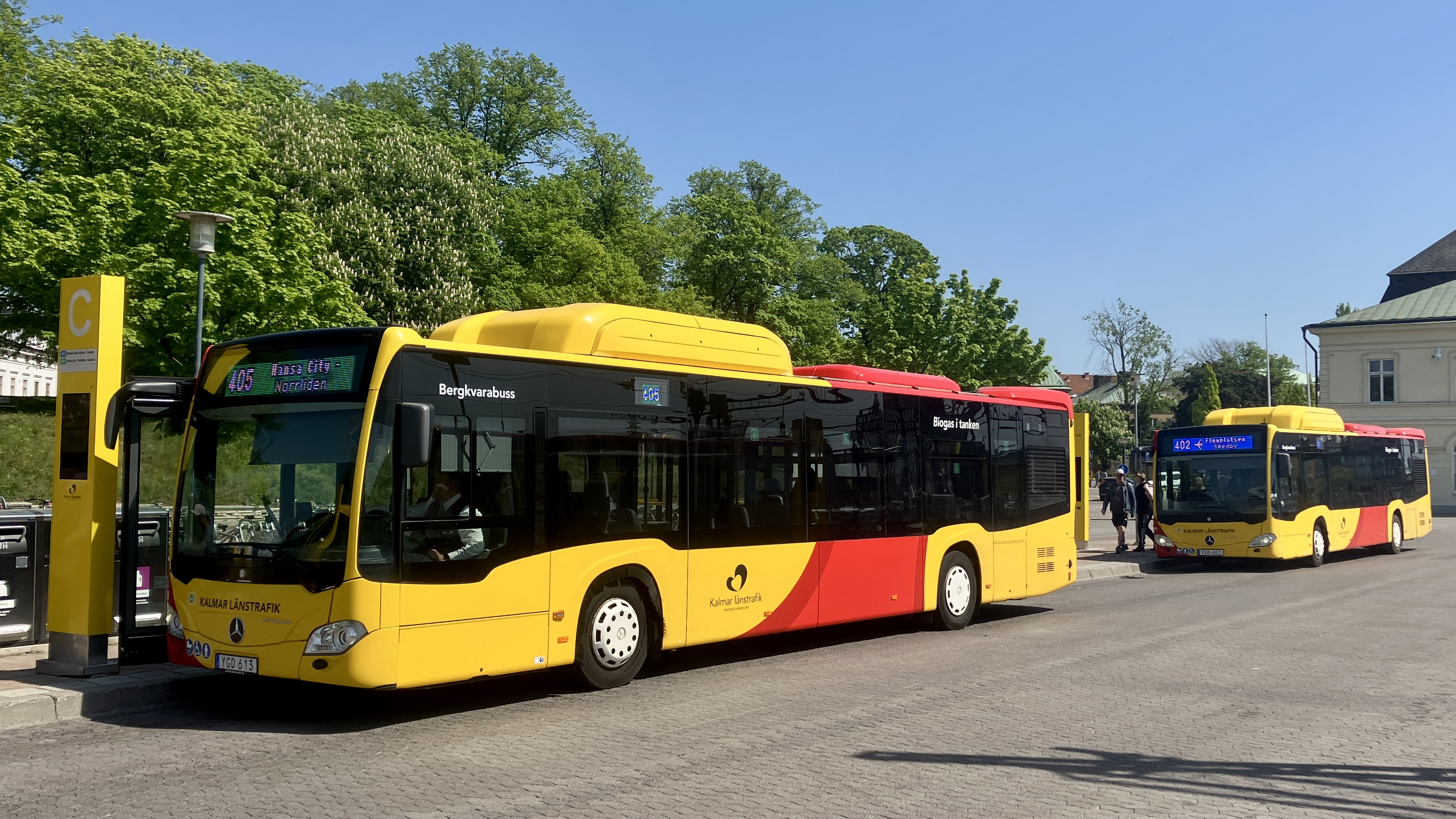
Omnibus Mercedes-Benz Citaro CNG – aus Platzgründen sind die Tanks auf dem Fahrzeugdach befestigt

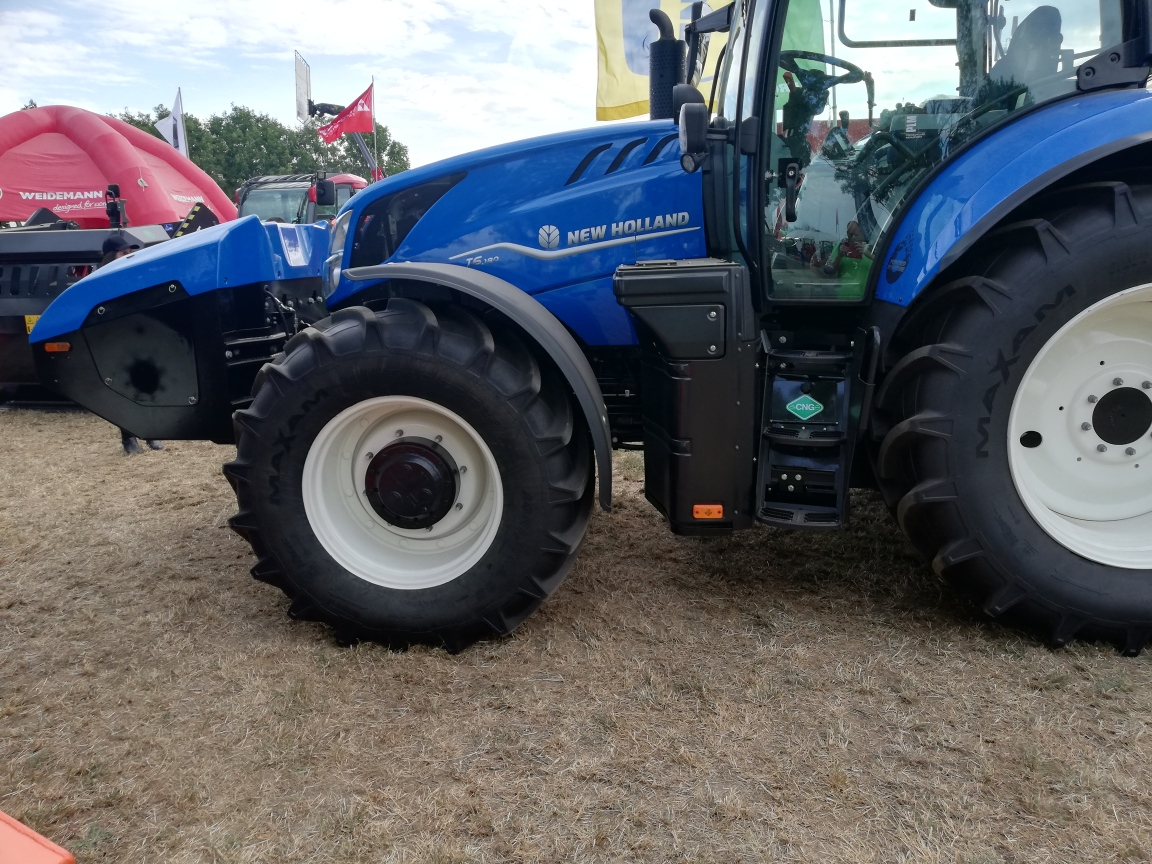
Traktor New Holland T6.180 – der Gastank ist hier separat an der Fahrzeugfront befestigt

Ein Erdgasfahrzeug, auch Erdgasauto (englisch natural gas vehicle – NGV oder CNG vehicle – CNG steht kurz für compressed natural gas ‚komprimiertes Erdgas‘) genannt, ist ein Kraftfahrzeug, das mit Erdgas, Biogas oder synthetisierten Gasen als Kraftstoff betrieben wird. Die Motoren dieser Fahrzeuge arbeiten meist nach dem Otto- oder Dieselverfahren. Erdgasfahrzeuge zählen zu Fahrzeugen, die eine alternative Antriebstechnik haben.
Die Energiedichte von Erdgas mit dem Hauptbestandteil Methan beträgt etwa 50 MJ/kg und ist damit um ca. 20 % größer als die von herkömmlichen Kraftstoffen aus Rohöl (Diesel, Benzin ca. 41,9 MJ/kg).
Aufgrund seiner erheblich geringeren Dichte bei atmosphärischem Druck wird das Erdgas auf bis zu 240 bar komprimiert (CNG = Compressed Natural Gas), um eine ausreichende Energiemenge in einem vertretbaren Volumen im Fahrzeug mitführen zu können. Das Erdgas als heute wichtigster Energieträger im Haushaltsbereich wird über das bereits bestehende Erdgasnetz direkt zu den Tankstellen transportiert und dort komprimiert und steht so auch dem Autoverkehr zur Verfügung.
In Deutschland gibt es bis zum 31. Dezember 2026 eine Steuerbegünstigung bei der Besteuerung des Erdgases, die ab 2024 schrittweise reduziert wird. Durch die Begünstigung sollte der Anteil der Erdgasfahrzeuge gesteigert werden; so wollte die Europäische Kommission erreichen, dass Erdgasfahrzeuge bis 2020 einen Anteil von 10 % am europäischen Kraftfahrzeugbestand ausmachten. Doch wurde dieses Ziel weit verfehlt.
Erdgasfahrzeuge sind nicht mit den Autogasfahrzeugen zu verwechseln, die mit Flüssiggas (LPG = liquified petroleum gas) betrieben werden.

## Geschichte der Erdgasfahrzeuge

### Erste Entwicklungen im Deutschen Reich

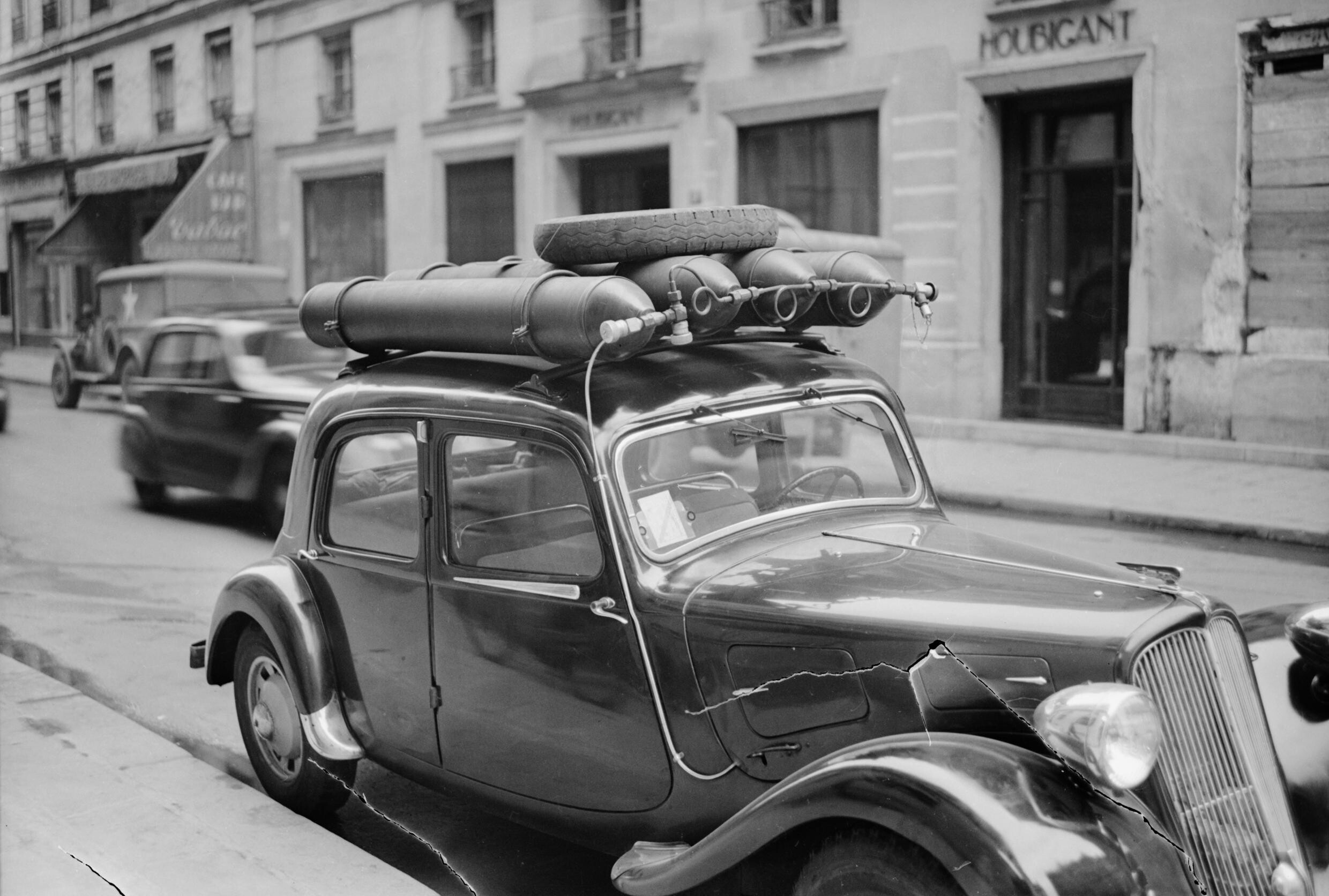
Gasbetriebener Pkw mit Wechselgasflaschen in Paris (1945)

In der Fachliteratur finden sich nur wenige Informationen zur Geschichte des Erdgasfahrzeuges, da es bisher kaum in den Fokus der historischen Forschung geraten ist. Beim Automobil gab es Anfang des 20. Jahrhunderts einen Systemkampf zwischen Elektroantrieb, Dampfantrieb und Antrieb mit flüssigen Erdölderivaten. Gasantrieb spielte von Anfang an keine Rolle. Erst durch die Autarkiepolitik der Nationalsozialisten mit ihren „Heimischen Kraftstoffen“ im Dritten Reich wurden Gase als Automobilkraftstoff interessant. Vor allem Kommunalbetriebe stellten ab 1934 zunehmend ihren Autobus-, Müllwagen- und Straßenreinigungswagenbetrieb auf Gas um. Dabei wurden die erdgasähnlichen Stoffgemische Stadtgas und Klärgas eingesetzt. Das Gas wurde wie bereits heute auf 20 MPa komprimiert, aber noch in Wechselgasflaschen im Fahrzeug mitgeführt. Feste Gastanks wurden zunehmend ab 1935 eingesetzt, da der Wechsel der Gasflaschen im Betrieb sehr umständlich war. In den folgenden drei Jahren entstand im Deutschen Reich ein Gastankstellennetz mit 50 Tankstellen. davon gaben 10 Klärgas und 40 Stadtgas ab. Technisch federführend bei der Gaswagenentwicklung war die TH Berlin, insbesondere die Lastregelung wurde stetig verbessert. Aufgrund des hohen Systemgewichts kamen diese frühen Gassysteme mit festen CNG-Speichern nur für Nutzkraftwagen in Betracht. Seitens der politischen Führung bestand nur geringes Interesse an flächendeckendem Gasbetrieb, da Hydrierwerke für die Kohleverflüssigung, die konventionelle Kraftstoffe liefern konnten, als geeigneter für die Lösung der Kraftstofffrage erschienen. Nach Beginn des Zweiten Weltkrieges in Europa mit zunehmendem Treibstoffmangel setzten Kommunalbetriebe aus der Not heraus für Autobusse ballonartige Niederdruckspeicher ein, die das Gas bei atmosphärischem Druck auf dem Fahrzeugdach speichern konnten. Daneben wurde auch direkt am Fahrzeug erzeugtes Holzgas eingesetzt. Erste Gasbusse fuhren 1942 in Wiesbaden, ab 1943 war diese ausgesprochen einfache Technik auch in anderen Großstädten verbreitet. Die Erdgasbusse konnten sich bis in die frühen 1950er-Jahre halten, verschwanden dann aber schnell von den Straßen, weil wieder Erdöl verfügbar war. Ähnliche Entwicklungen wie in Deutschland gab es auch in anderen westlichen Industriestaaten.

### Sonderentwicklungen in Italien und Neuseeland

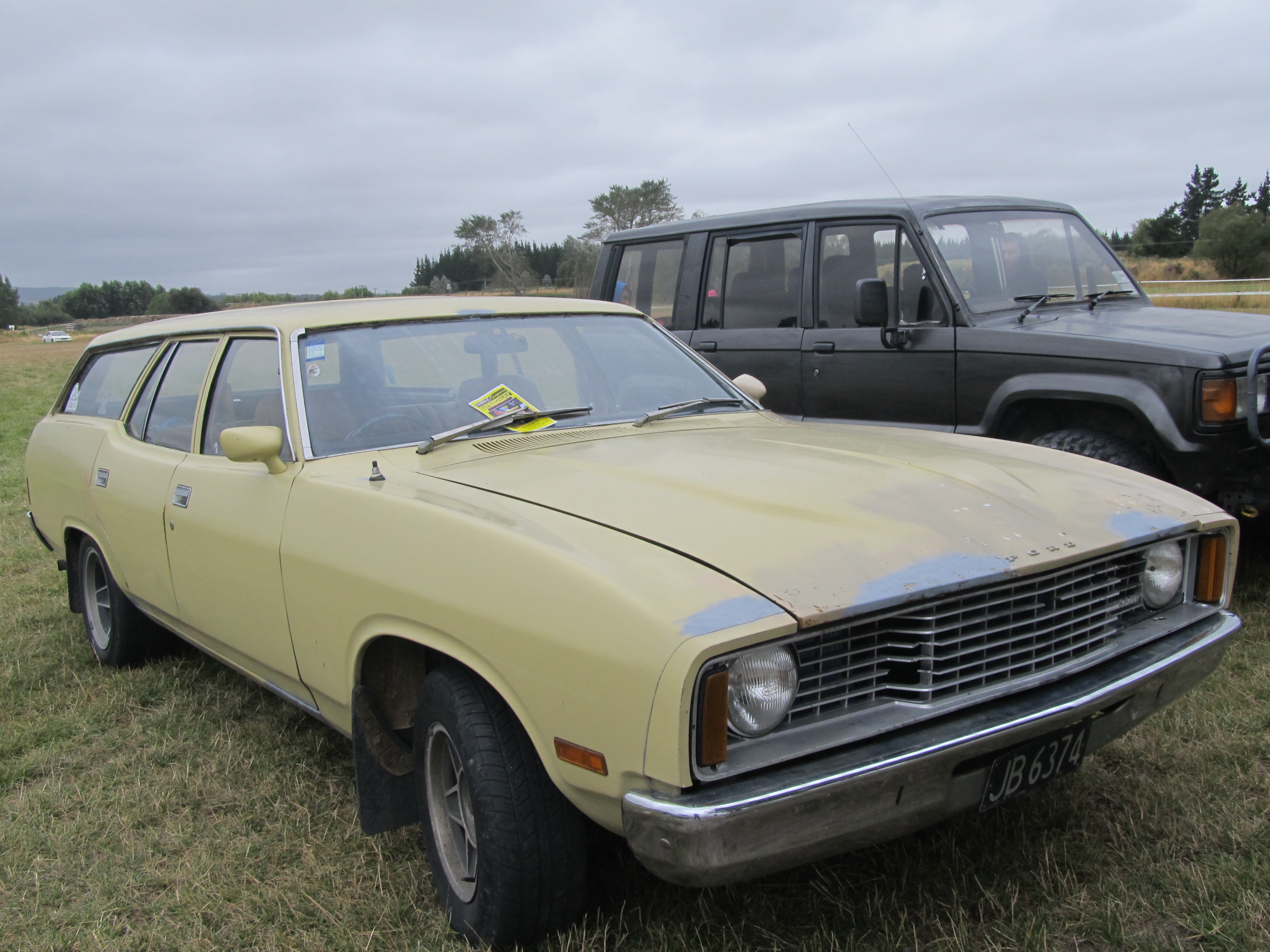
Neuseeländischer Ford Falcon, der für den Betrieb mit Erdgas umgerüstet wurde

Italien ist hier jedoch eine Ausnahme. In den 1950er-Jahren stieg die Erdgasförderung in Norditalien stark an, sodass es in Anbetracht des großen Energiebedarfes der italienischen Wirtschaft sinnvoll erschien, Erdgas als günstigen Kraftstoff einzusetzen. Die italienische Regierung förderte mit finanziellen Mitteln den Ausbau eines Erdgastankstellennetzes, sodass Automobilzubehörhersteller zunehmend Umrüstsätze von Benzinbetrieb auf Erdgas anboten. Serienmäßig produzierte Fahrzeuge mit Erdgasantrieb gab es aber zu jener Zeit noch nicht. Zwar erfuhr der Erdgaspersonenwagen so eine gewisse Verbreitung, blieb jedoch weitestgehend ein Nischenprodukt. Erst mit den Ölpreiskrisen in den 1970er-Jahren rückte das Erdgasfahrzeug wieder verstärkt in das öffentliche Bewusstsein. So wurden Entwicklungen in Richtung Erdgasantrieb unternommen, vor allem in Staaten mit eigenen, großen Erdgasvorkommen wie den USA, Kanada und Neuseeland. Insbesondere in Neuseeland wurde von staatlicher Seite der Erdgaspersonenwagen stark subventioniert, sodass hier zunächst italienische Umrüstsätze importiert und später von der heimischen Automobilzubehörindustrie hergestellt wurden. Bis in die 1980er-Jahre entstand in Neuseeland ein Netz aus 370 Erdgastankstellen und darüber hinaus Werkstätten, die Umbauten vornahmen. Bis Ende der 1980er-Jahre gab es in Neuseeland 120.000 Erdgasfahrzeuge, was 11 % des gesamten Kraftfahrzeugbestandes entsprach. Ein Regierungswechsel Mitte der 1980er-Jahre brachte jedoch ein jähes Ende der Subventionen, sodass es wirtschaftlich unattraktiv wurde, Fahrzeuge auf Erdgas umzurüsten. 2012 gab es in Neuseeland noch 65 Erdgasfahrzeuge, während es in Italien 750.000 waren.

### Wirtschafts- und umweltpolitisch geförderter Aufschwung in den 1990er- und 2000er-Jahren
Vor allem in Schwellenländern mit einfach zugänglichen Erdgasvorkommen setzten Regierungen zunehmend ab Beginn der 1990er-Jahre auf eine Autarkiepolitik, um Erdöl einzusparen. Insbesondere im Iran, in Pakistan, Argentinien, Brasilien und Indien sind daher Erdgasfahrzeuge sehr weit verbreitet. In westlichen Industriestaaten wie Deutschland wurde das Erdgasfahrzeug wegen der durch Umweltpolitik geschaffenen Rahmenbedingungen in der öffentlichen Wahrnehmung eine „Umweltschutzmaschine“, sodass Automobilhersteller hier vor allem aus Gründen der Markterweiterung anfingen, Erdgasfahrzeuge anzubieten. Wirtschaftlich wurden Erdgasfahrzeuge nur durch staatliche Subventionen und Steuererleichterungen. Ohne solche Maßnahmen hätte das Erdgasfahrzeug niemals eine nennenswerte Verbreitung erfahren.
Nachdem die politischen Rahmenbedingungen geschaffen waren (Reduzierung der Mineralölsteuer auf Erd- und Biogas, Ausnahme von der Kfz-Steuer für monovalente Fahrzeuge), wurden in Deutschland bis Ende der 1990er-Jahre etwa 5000 Fahrzeuge auf Erdgasbetrieb umgerüstet und es entstand ein Tankstellennetz von 160 Erdgastankstellen. Meist waren es Erdgasversorger, die zunächst ihre eigenen Fahrzeuge auf Erdgasbetrieb umrüsteten, die zu den 5000 besagten Erdgasfahrzeugen gehörten. Im Jahr 2000 wurde schließlich der „Trägerkreis Erdgasfahrzeuge“ gegründet, dem Unternehmen aus der Energie-, Gas-, Mineralöl- und Automobilindustrie sowie das Bundesministerium für Umwelt und der ADAC angehörten. Dieser Trägerkreis setzte sich für Subventionen ein und propagierte das Erdgasfahrzeug als umweltfreundliche „Sparmaschine“: sparsam, sicher und sauber. Zusätzlich dazu führte die rot-grüne Bundesregierung unter Bundeskanzler Gerhard Schröder die „Ökosteuer“ ein, eine Erhöhung der Mineralölsteuer, wodurch Erdgasfahrzeuge einen zusätzlichen künstlichen ökonomischen Vorteil erhielten. So stieg der Bestand an Erdgasfahrzeugen in Deutschland bis 2012 auf rund 95.000 Fahrzeuge, was etwa 0,2 % des Gesamtfahrzeugbestands der Bundesrepublik ausmachte. Das reichte aus, dass das Erdgasfahrzeug nicht nur bei Flottenbetrieben, sondern auch unter privaten Fahrzeugpionieren als etabliert gelten konnte. Anders als noch in den 1990er-Jahren hatten mehrere Hersteller serienmäßige Erdgasfahrzeuge im Angebot. Allerdings hatte der Trägerkreis Erdgasfahrzeuge schon für das Jahr 2004 ein Ziel von deutschlandweit 1000 Erdgastankstellen angestrebt, das aber verfehlt wurde, denn tatsächlich gab es fast ein Jahrzehnt später (2013) erst 920 Tankstellen.

### Stagnation seit 2010 und Abschwung zu Beginn der 2020er-Jahre
Seit 2010 stagnierte dann der weitere Ausbau des Erdgastankstellennetzes. Ursächlich dafür war, dass Erdgastankstellen nicht gewinnbringend betrieben werden können.
Inzwischen sinkt die Anzahl der Tankstellen. Mit der seit Ende der 2010er-Jahre fast ausschließlichen Fokussierung der Fahrzeughersteller auf die Elektromobilität als alternative Antriebstechnik verschwand der Gasbetrieb bei neu entwickelten Modellen aus ihren Planungen, so dass im Jahre 2023 in Deutschland keine Erdgas-Neufahrzeuge mehr angeboten werden. Dies dürfte mittelfristig zum Verschwinden dieser Antriebsart aus dem Straßenverkehr führen.

## Technische Grundlagen

### Erdgas als Kraftstoff
Erdgas ist ein Gasgemisch, dessen Hauptbestandteil Methan ist. Methan ist ein Kohlenwasserstoff und bei Standardbedingungen (298,15 K, 101,325 kPa) gasförmig. Es hat zwar einen sehr hohen massenbezogenen Heizwert von 50 MJ·kg−1, jedoch in Relation zur Masse ein sehr großes Volumen (Dichte ca. 0,66 kg·m−3). Es muss daher auf mind. 20 MPa komprimiert oder verflüssigt werden, um in ausreichender Menge im Fahrzeug mitgeführt werden zu können. Im Vergleich zu anderen Kohlenwasserstoffen ist das Kohlenstoff-Wasserstoff-Verhältnis des Methans mit 1:4 relativ gering. Bei der Verbrennung von Erdgas wird beim gleichen Energieeinsatz daher rund 25 % weniger Kohlenstoffdioxid freigesetzt, als bei der Verbrennung von Motorenbenzin oder Dieselkraftstoff. Methan hat eine hohe Selbstentzündungstemperatur, weshalb es sich vor allem für Motoren mit Fremdzündung (Ottomotoren) eignet. Die hohe Klopffestigkeit (Methanzahl) erlaubt ein höheres Verdichtungsverhältnis als bei Ottomotoren mit Benzinbetrieb, was sich günstig auf den Wirkungsgrad auswirkt. Auch sind die Zündgrenzen sehr hoch, was in der Theorie Schichtladekonzepte und Magerbetrieb sinnvoll erscheinen lässt. Im Vergleich zur Benzindirekteinspritzung ist der Gemischheizwert bei Erdgasdirekteinblasung ca. 3 % geringer.
CNG (Compressed Natural Gas, komprimiertes Erdgas) als Kraftstoff für Pkw ist in der Norm DIN 51624 definiert. Es muss eine Mindestmethanzahl von 70 MZ und einen Methananteil von mindestens 80 % haben, die Dichte liegt im Bereich von 0,72–0,91 kg·m−3. Zusätzlich wird zwischen zwei Qualitäten, High und Low, unterschieden. Erdgas der Qualitätsstufe Low hat einen mehr als 10 % geringeren Heizwert als Erdgas der Qualitätsstufe High. Dies muss bei der Motorauslegung berücksichtigt werden, ebenso wie unerwünschte Kraftstoffbestandteile wie Schwefel (durch Odorierung), Schmieröl (aus dem Gaskompressor an der Tankstelle) und Siloxane (entstehen bei der Biogasproduktion).
Abhängig von den Anforderungen wird das Erdgas entweder in komprimierter gasförmiger Form (CNG) oder in flüssiger Form (LNG) verwendet. Nach dem Eichgesetz darf Erdgas nicht nach Volumen (Liter) oder Kilowattstunde, sondern nur nach Masse (Kilogramm) verkauft werden. Ein in den Zapfsäulen eingebautes Messinstrument, ein Coriolis-Massendurchflussmesser misst die durchströmende Masse und wird entsprechend vom Eichamt geeicht.
Dennoch gibt es Bestrebungen, eine Auspreisung in der Einheit €/(10 kWh) zu etablieren, weil sich die Brennwerte des jeweiligen Gases auch innerhalb der Gasklassen L oder H unterscheiden.

### Motorentechnik
Wie im Abschnitt Erdgas als Kraftstoff erläutert, ist der hohen Klopffestigkeit des Erdgases wegen vor allem der Ottomotor für den Erdgasbetrieb geeignet und bei Pkw verbreitet. Dieselmotoren mit Erdgas als Kraftstoff sind komplizierter zu entwickeln als vergleichbare Ottomotoren, da der Dieselmotor einen Kraftstoff mit guter Zündwilligkeit benötigt, Erdgas aber klopffest, das heißt nicht zündwillig ist; das sichere Einleiten der Zündung ist daher beim Dieselmotor schwierig. Für Nutzfahrzeuge (Autobusse, Lastkraftwagen etc.) wird dennoch häufig ein Dieselmotor eingesetzt, da er einen höheren Wirkungsgrad als der Ottomotor hat und somit weniger Kraftstoff verbraucht.

#### Gemischbildung beim Dieselmotor

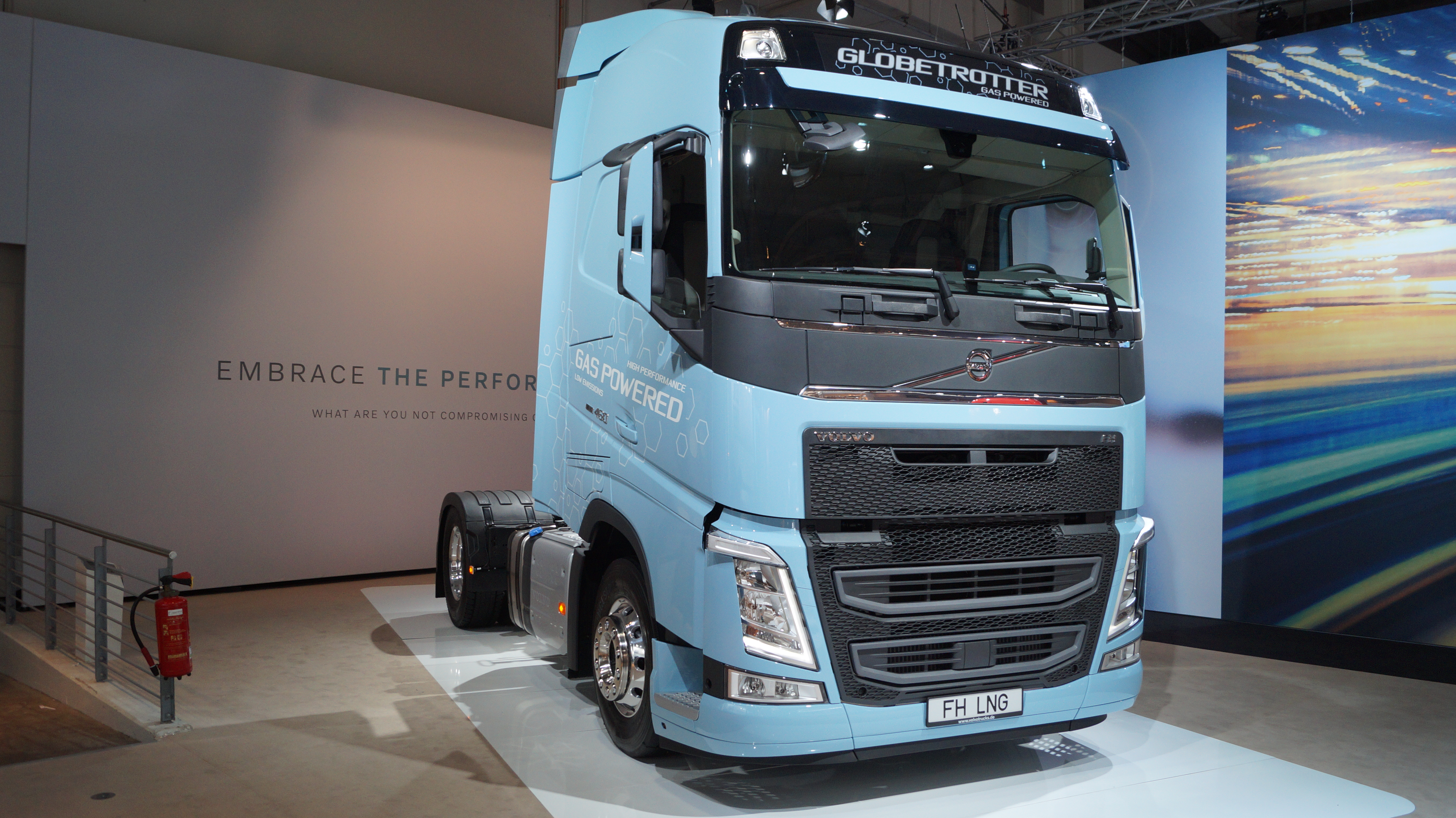
Volvo FH LNG mit Dieselmotor

##### Dieselverfahren mit zusätzlicher Saugrohreinblasung
Für den Erdgasbetrieb modifizierte Industriedieselmotoren mit zusätzlicher Saugrohreinblasung arbeiten nach dem Dieselverfahren und werden in ihrer Betriebsart im Vergleich zum konventionellen Common-Rail-Dieselmotor nahezu nicht geändert, sind aber um ein Erdgas-System mit Gastank, Gasregelstrecke und Gasdruckregler erweitert (sogenannte Dual-Fuel-Motoren). Diese Motoren können wie ganz normale Dieselmotoren mit reinem Dieselbrennstoff (DIN EN 590) betrieben werden, Erdgas ist hier lediglich Zusatzbrennstoff, mit dem der Dieselbrennstoff substituiert (ersetzt) wird. Das sehr klopffeste, also zündunwillige Erdgas wird in das Saugrohr eingeblasen, dort mit Luft gemischt und beim Verdichtungshub wie reine Luft komprimiert. In das Gemisch aus Luft und Erdgas wird konventioneller Dieselbrennstoff eingespritzt, der sich durch die Wärme selbst entzündet. Der brennende Dieselbrennstoff entzündet dann das Erdgas, das mit einer Vormischflamme verbrennt. Auf diese Weise können etwa 60–80 % des Dieselbrennstoffes durch Erdgas substituiert werden. Problematisch ist, dass in einigen Kennfeldbereichen ein zu mageres Gemisch bestehend aus großen Teilen Erdgas nicht richtig verbrennen würde, während es bei hohen Lasten zum Klopfen (unerwünschte Selbstentzündung) kommen kann. Daher werden Betriebsbereiche mit geringer Drehzahl, niedriger Teillast und ggf. Volllast sowie der Kaltstart, ohne Erdgaseinblasung, sprich im reinen Dieselbrennstoffbetrieb, abgedeckt. Kennzeichen des Dieselverfahrens mit Erdgassaugrohreinblasung ist ein hoher Methanschlupf, der einen Oxidationskatalysator mit großen Konvertierungsraten benötigt, um ein gutes Abgasverhalten zu erzielen. Solche Katalysatoren sind heute (2015) noch nicht verfügbar, weshalb Erdgasmotoren, die nach dem Dieselverfahren und zusätzlicher Saugrohreinblasung von Erdgas arbeiten, nicht der Abgasnorm Euro VI genügen.

##### Dieselverfahren mit Direkteinspritzung
Bei der Direkteinspritzung dient das Erdgas als Hauptkraftstoff, jedoch ist auch hier Dieselbrennstoff für die Pilotzündung notwendig. Anders als bei Motoren mit zusätzlicher Saugrohreinblasung gibt es einen speziellen Injektor, der sowohl Dieselbrennstoff als auch Erdgas einspritzen kann. Zuerst wird eine kleine Menge Dieselbrennstoff eingespritzt, worauf der eigentliche Kraftstoff, das Erdgas, folgt. Anders als bei der Saugrohreinblasung, wo sich das Erdgas mit der Luft mischt, ist bei der direkten Einspritzung keine Zeit für Gemischhomogenisierung, weshalb der Sauerstoff bei der Verbrennung in das Erdgas diffundiert und wie beim Betrieb mit normalem Dieselbrennstoff mit einer Diffusionsflamme verbrennt. Auf diese Weise können mehr als 90 % des Dieselbrennstoffes substituiert werden. Um das Erdgas zuverlässig einspritzen zu können, muss es in flüssiger Form vorliegen, da der Einspritzdruck bis zu 30 MPa beträgt und dies energetisch am sinnvollsten mit komprimiertem LNG (Liquified Natural Gas = Flüssigerdgas) erreichbar ist. Nachteil des Dieselmotors mit Direkteinblasung ist also, dass er nicht sinnvoll mit CNG (Compressed Natural Gas = Komprimiertes gasförmiges Erdgas) betrieben werden kann. Ferner ist des komplizierten Einspritzsystems wegen eine komplette Neukonstruktion des Einspritz- und Kraftstoffsystems vonnöten, ein konventionelles Common-Rail-System, wie es beim Dieselmotor mit zusätzlicher Saugrohreinblasung verwendet werden kann, funktioniert bei Direkteinspritzung nicht. Vorteil ist jedoch, dass, wie erwähnt, eine Diffusionsverbrennung stattfindet. Daher kann zum Erreichen der Abgasnorm Euro VI ein konventioneller Oxidationskatalysator verwendet werden.

#### Gemischbildung beim Ottomotor

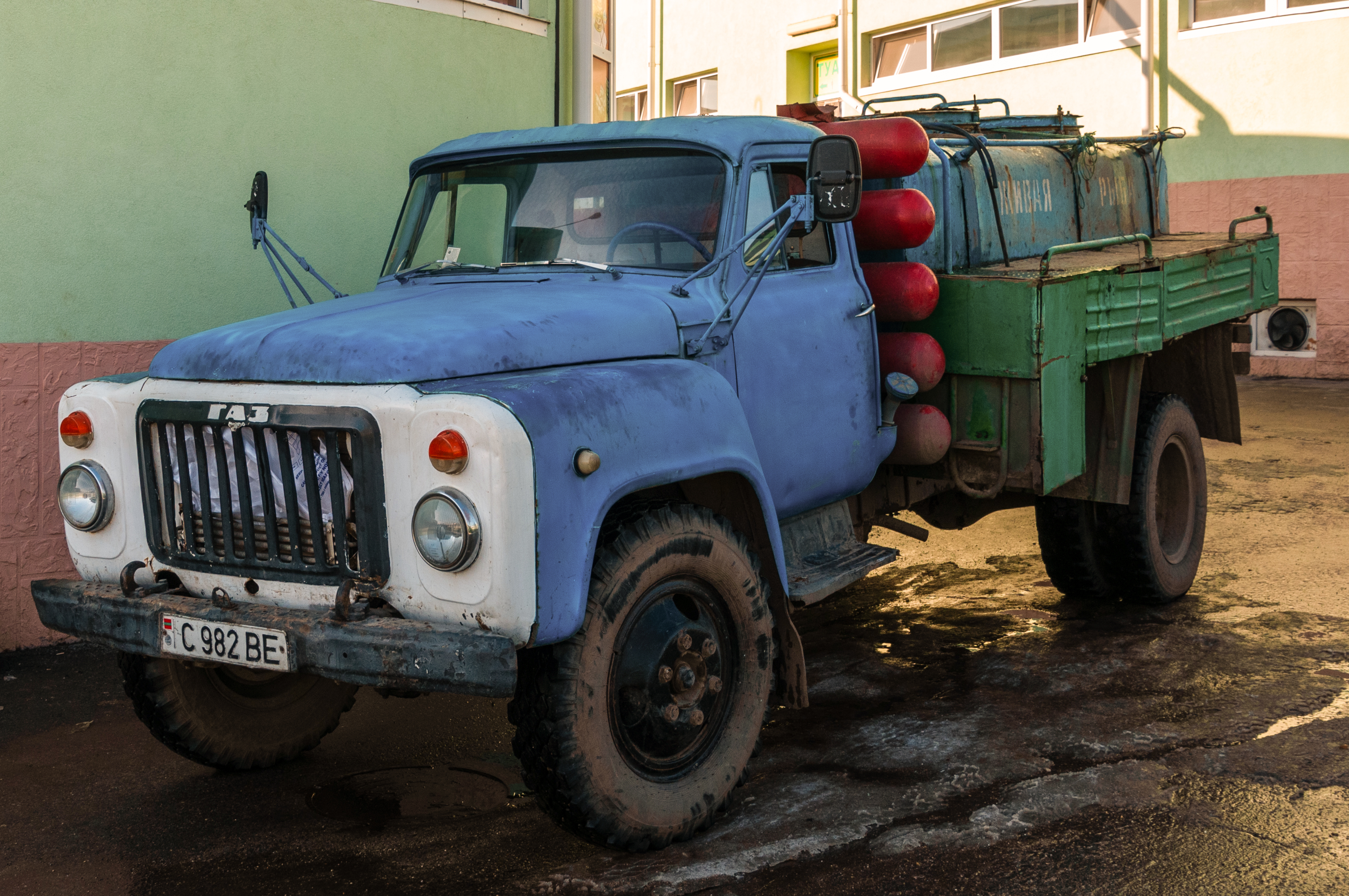
GAS-53-27, ein erdgasbetriebener Lkw mit V8-Ottomotor, ca. 1980er-Jahre

Beim Ottoverfahren kann die Gemischbildung sowohl innerhalb der Brennkammer mit Direkteinblasung, als auch im Ansaugrohr mit Saugrohreinblasung erfolgen. Beide Gemischbildungsarten können kombiniert werden. Wichtige weitere Unterschiede gibt es im Zeitpunkt und in der Dauer der Einblasung.

##### Saugrohreinblasung
Saugrohreinblasung ist einfacher zu konstruieren als Direkteinblasung und benötigt nur geringe Versorgungsdrücke bei der Einblasung. Es wird ausschließlich Mehrpunkteinblasung, bei der jedem Zylinder ein einzelnes Einblaseventil zugeordnet ist, verwendet, da eine Einpunkteinblasung an nur einer Stelle im Saugrohr unerwünschte Rückzündungen im Ansaugrohr verursachen würde. Bei der Mehrpunkteinblasung werden die Einblaseventile möglichst nah am Einlassventil eingebaut. Im Bezug auf Dauer und Zeitpunkt der Einblasung gibt es zwei Konzepte: Es kann zum einen kontinuierlich, über den Zeitraum aller vier Arbeitsspiele des Motors eingeblasen werden, oder zylinderindividuell. Bei der zylinderindividuellen Einblasung wird für jeden einzelnen Zylinder nur zu einem gewissen Zeitpunkt eingeblasen. Idealerweise ist die Einblasung saugsynchron, erfolgt also genau dann, wenn das Einlassventil öffnet und vom Kolben Luft angesaugt wird. Allgemein sind der langen Gemischhomogenisierungszeit bei Saugrohreinblasung wegen die Anforderungen an die Schaltzeiten verhältnismäßig gering, was eine einfachere Konstruktion begünstigt.

##### Direkteinblasung
Bei der direkten Einblasung des Kraftstoffes in den Brennraum gibt es Unterscheidungen anhand der Pulszahl der Einblasungen (Einzel- und Mehrfacheinblasung) und anhand des Einlasezeitpunktes (Saughub- und Kompressionshubeinlasung). Bei der Einzeleinblasung wird lediglich einmalig pro Arbeitsspiel eingeblasen, bei der Mehrfacheinblasung hingegen mehrfach. Dabei kann auch nach dem Einsetzen der Verbrennung noch eingeblasen werden. Der Zeitpunkt der Einblasung hat vor allem Einfluss auf Verbrennungsanomalien (Rückzündungen im Saugrohr) und den Gemischhomogenisierungsgrad (Grad der gleichmäßigen Verteilung von Brennstoff und Luft). Eine frühe Einblasung in den Saughub (Saughubeinblasung) erfolgt, während die Einlassventile des Motors geöffnet sind. Somit steht viel Zeit für die Gemischhomogenisierung (gleichmäßige Verteilung und Durchmischung von Brennstoff und Luft) zur Verfügung, auch muss der Versorgungsdruck der Einblaseventile mit ca. 1–4 MPa nicht sehr hoch sein. Da das Einlassventil während des Saughubes geöffnet ist, kann Kraftstoff in das Ansaugrohr gelangen, und sich dort unkontrolliert entzünden, was nach Möglichkeit vermieden werden muss. Ferner bedingt ein homogenes Gemisch auch eher eine Frühzündung (unerwünschte Selbstentzündung), was schädlich für das Triebwerk ist. Bei der Kompressionshubeinblasung wird der Kraftstoff erst nach Schließen des Einlassventils eingeblasen, sodass nur sehr wenig Zeit für die Gemischhomogenisierung bleibt. So lässt sich eine gute Gemischschichtung (keine Gemischhomogenisierung) erzielen. Eine Entzündung des Gemisches an Abgaskrümmer und Ansaugrohr ist der geschlossenen Ventile wegen ausgeschlossen, auch neigt ein geschichtetes Gemisch weniger stark zur Selbstentzündung. Der Einblasedruck muss jedoch mit mindestens 5 MPa deutlich höher als bei der Saughubeinblasung sein; wenn während der Verbrennung eingeblasen wird, muss zur Sicherstellung eines überkritischen Druckverhältnisses der Einblasedruck etwa 10–30 MPa betragen. Die Grenze zwischen Saughub- und Kompressionshubeinblasung ist nicht klar definiert, bei einer Verlagerung der Einblasung zu einem späteren Zeitpunkt hin ist der Übergang von Saughub- zu Kompressionshubeinblasung meist schleifend. Vorteil der Direkteinblasung gegenüber der Saugrohreinblasung ist der größere erzielbare Gemischheizwert, der ein größeres Drehmoment erlaubt.

### Speichertechnologie
Moderne Erdgasspeichersysteme basieren auf der Komprimierung oder Verflüssigung von Erdgas. In der Zeit des Zweiten Weltkrieges gab es hingegen auch Niederdruckspeicher, also Systeme ohne Komprimierung oder Verflüssigung des Gases, die jedoch bei verhältnismäßig viel Platzbedarf für den Tank und extrem geringen Reichweiten nur im Ausnahmefall praktikabel waren und daher heute nicht mehr verwendet werden.

#### Historisches Niederdruckspeichersystem
Das Niederdruckspeichersystem ist eine Krisentechnologie und eignet sich ausnahmslos nur für Autobusse, die im innerstädtischen Linienverkehr eingesetzt werden. Hierbei wird auf dem Dach des Autobusses ein gasdichter Sack aus Gummi mit einem Fassungsvermögen von rund 20 m3 aufgebaut, um den ein Rohrgestell mit Tuchbespannung gebaut ist. Das Gas wird bei atmosphärischem Druck im Sack gespeichert. 20 m3 Gas ermöglichen ca. 13 km Reichweite. Um die Reichweite zu erhöhen, wird ein gleichartiger Tank auf einem speziellen Tankanhänger mitgeführt, sodass mit zwei Tanks etwa 25 km Reichweite erzielt werden können.

#### CNG-Speicherung
CNG-Speicher speichern komprimiertes gasförmiges Erdgas und werden vor allem für Pkw eingesetzt. Die Speichermedien sind Stahlflaschen oder leichtere, aber teurere aramidfaserverstärkte Aluminiumflaschen. Das Erdgas wird in der Tankstelle auf einen Druck von bis zu 20 MPa komprimiert; reines Methan hat bei 20 MPa Druck und etwa 293 K eine Dichte von 162 kg·m−3. Der Wert von 20 MPa ist eine sinnvolle Obergrenze, da er für Methan leicht über dem idealen Wert liegt, der das Maximum für den Quotienten aus Druck und Kraftstoffmasse ist. Das bedeutet, dass das Verhältnis von Arbeit, die zum Komprimieren des Erdgases notwendig ist, in Relation zur Speicherdichte bei einem Druck von 20 MPa besonders günstig ist. Bei größeren Drücken würde der Bedarf an Kompressionsarbeit sehr stark steigen, auch würden stabilere Speicher unabdingbar. Nachteil an der CNG-Speicherung ist das große Volumen des Tanks: Ein Tank, der 2500 MJ Energie in auf 20 MPa komprimiertes Erdgas speichern kann, hat ein Volumen von etwa 300 dm3, im Vergleich dazu hat ein Tank für Motorenbenzin mit demselben Energiegehalt ein Volumen von 80 dm3.

#### LNG-Speicherung

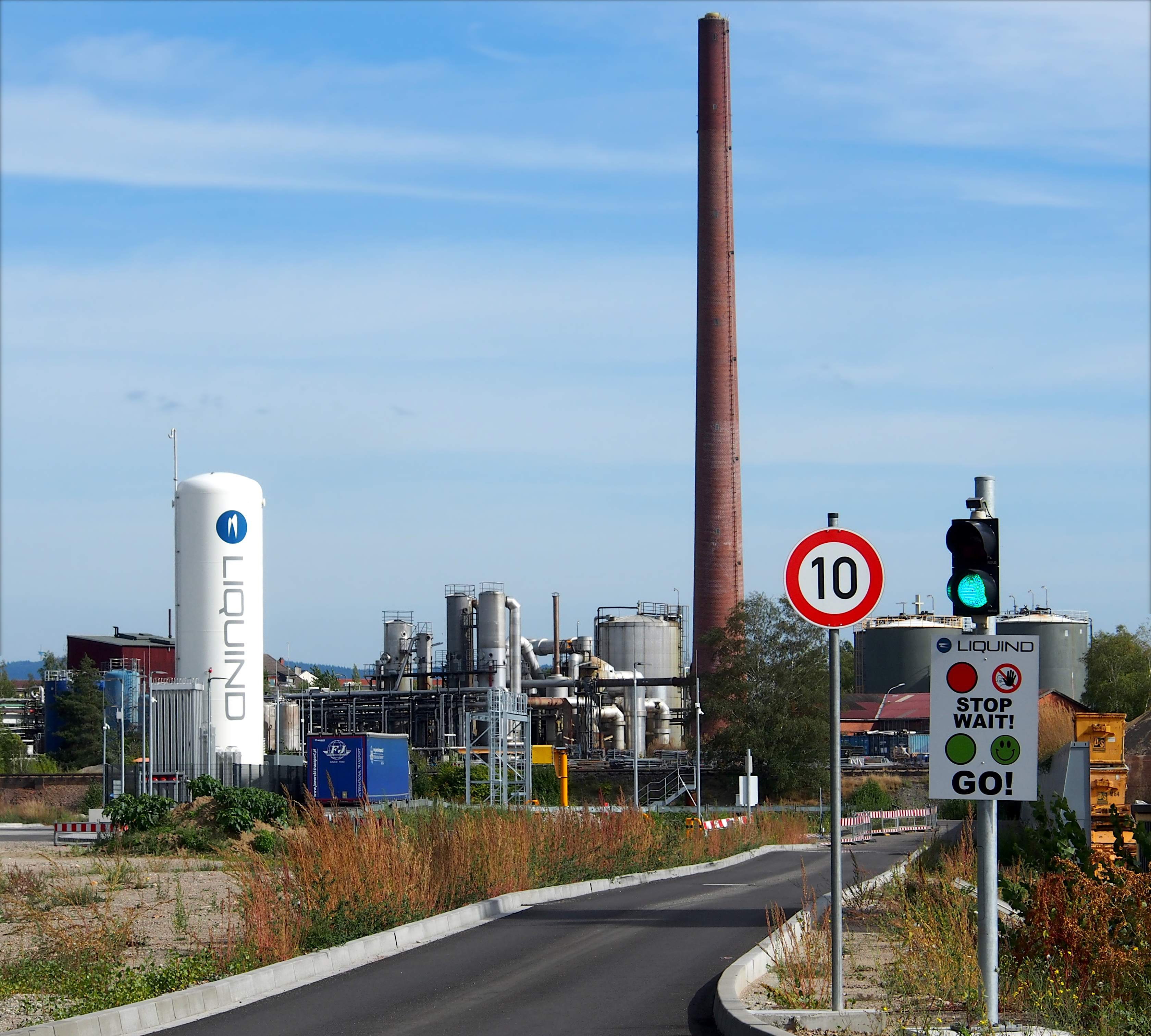
LNG-Tankstelle mit Lagertank

Ein LNG-Speicher kann verflüssigtes Erdgas, welches unter −161,5 °C eine spezifische Dichte von 0,42 kg/l hat, aufnehmen. Die Anforderungen an die Isolation eines solchen Erdgasspeichers sind sehr hoch, da flüssiges Erdgas nur bei Temperaturen unterhalb des Siedepunktes dauerhaft flüssig bleibt. Dazu werden Superisolatoren mit Stärken im geringen Zentimeterbereich eingesetzt, deren Isolationsverhalten dem meterdicker Polystyrolwände ähnelt. Innerhalb eines Zeitraumes von drei Tagen dampfen so bis zu 10 % des Erdgases ab. Gasverflüssigungsanlagen an den Tankstellen sowie Kompressions- und Verdampfvorrichtungen im Fahrzeug senken den Wirkungsgrad der Flüssiggasspeicherung, wobei der Energieaufwand für die Gasverflüssigung allein schon etwa 15 % des Erdgasenergiegehaltes beträgt. Allerdings ist LNG-Speicherung bei Betrachtung der Speicherdichte und dem Gewicht des Speichersystems anderen Speichersystemen überlegen. Für Pkw wird dieses System nicht eingesetzt. Es wird vor allem bei LNG-Tankschiffen und neuerdings bei Lastwagen und Bussen eingesetzt.

### Personenkraftwagen mit Erdgas

#### Serienfahrzeuge
Erdgasfahrzeuge gibt es in mehrere Ausführungen: bivalent, dual-fuel und monovalent.
- Bivalente Fahrzeuge haben Motoren, die für einen konventionellen Kraftstoff (Motorenbenzin oder Dieselkraftstoff) konstruiert sind, aber zusätzlich mit Erdgas betrieben werden können, ohne dass dafür Motorbauteile geändert werden müssen. Dabei wird entweder Primärbrennstoff, oder Erdgas verbrannt, aber nicht beides gleichzeitig.
- Dual-Fuel-Motoren arbeiten meist nach dem Dieselverfahren, und werden mit zwei Brennstoffen gleichzeitig betrieben. Der Dieselbrennstoff dient hier meist als chemische Zündkerze für das Erdgas.[22]
- Monovalente Fahrzeuge (monofuel) haben Motoren, die primär für den Betrieb mit Erdgas konstruiert sind. Konventioneller Kraftstoff dient hier lediglich als Zusatzbrennstoff. Von Anfang an für den Betrieb mit Erdgas konstruierte Ottomotoren haben in der Regel eine höhere Verdichtung, die den Wirkungsgrad erhöht.[23]

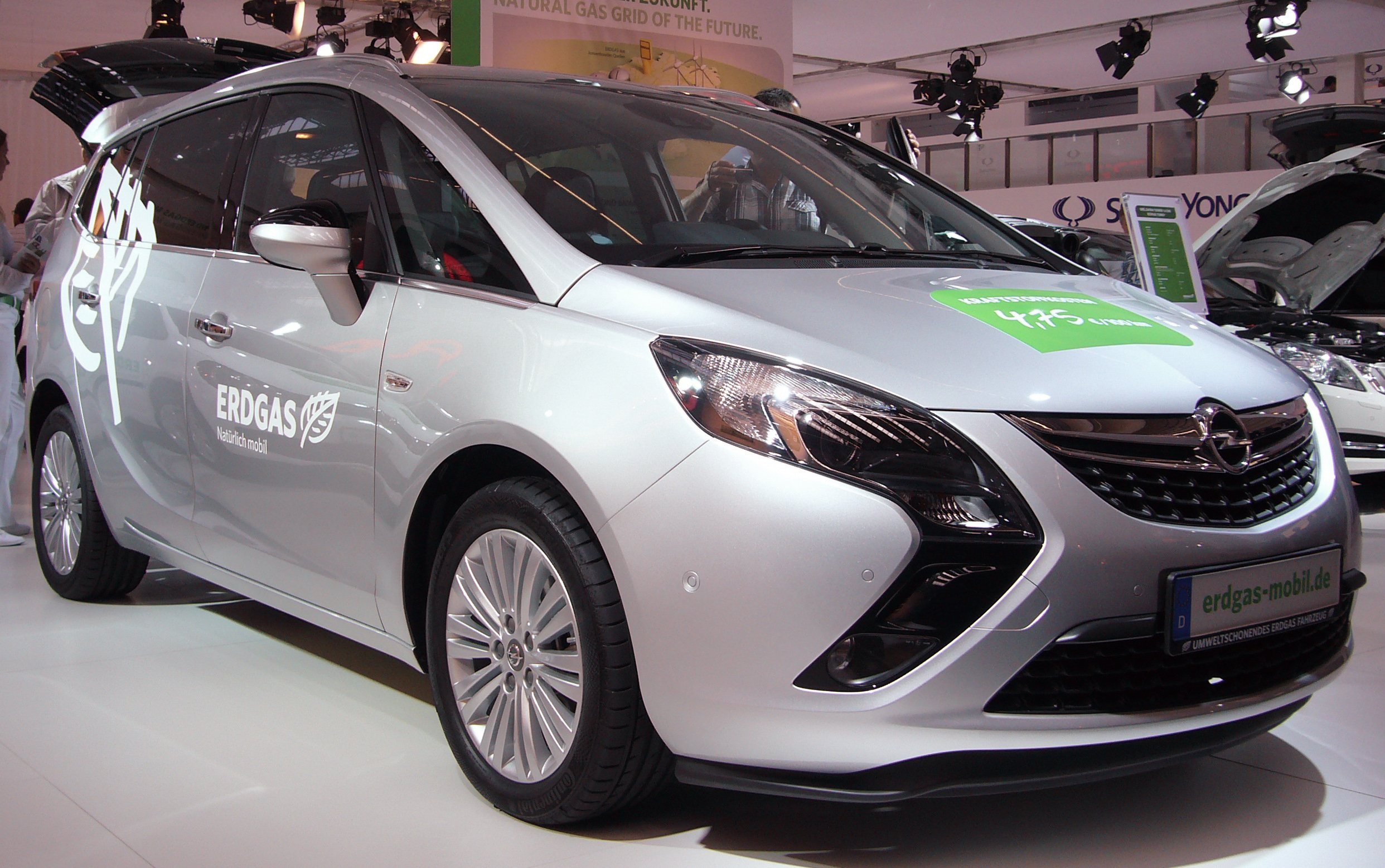
Opel Zafira Tourer 1.6 CNG Turbo auf der IAA Frankfurt 2011

Bei einem Tankvorgang gelangt das Erdgas in die Druckgasbehälter, von wo es durch ein multifunktionales Sicherheitsventil in den Hochdruckregler strömt. Der Speicherdruck des getankten komprimierten Erdgases wird von 20 MPa vom Hochdruckregler auf 0,7 MPa verringert. Eine nachfolgende Filterung verhindert, dass Verunreinigungen im Erdgas die Gasdosierung verschmutzen. Die Tankgrößen bei Serienmodellen liegen zwischen 12 und 37 kg Erdgas.

#### Umgerüstete Ottofahrzeuge

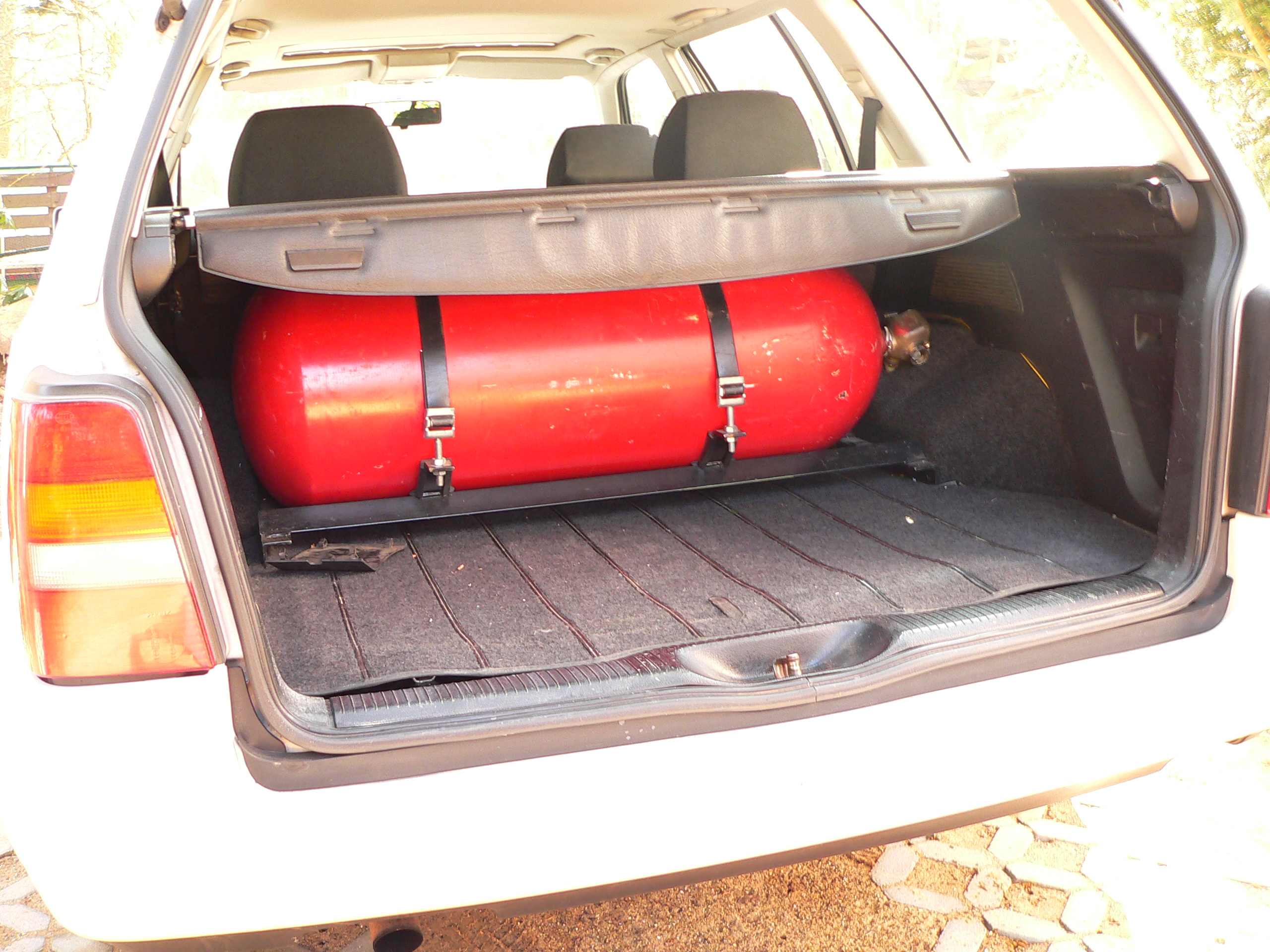
Erdgastank in einem umgerüsteten Golf III

Umschalter Erdgas zu Benzin und umgekehrt

Fast alle Kraftfahrzeuge mit Ottomotoren können theoretisch für den alternativen Betrieb mit Erdgas umgerüstet werden. Hier liegt auch der Vorteil des Kraftstoffes, da auf ausgereifte Motorentechnik und Motorenentwicklung der Automobilindustrie zurückgegriffen werden kann, weil am Motor selbst nur wenige Veränderungen vorgenommen werden müssen. Diese betreffen insbesondere den Ventiltrieb, der sich aufgrund des andersartigen Verbrennungsverhaltens von Erdgas als Schwachstelle bei herkömmlichen Benzinmotoren herausgestellt hat. So kann der Verschleiß an den Ventilsitzringen erheblich größer sein. Wenn der Zündzeitpunkt des Basismotors nicht an die geänderten Verhältnisse (geringere Brenngeschwindigkeit gegenüber Benzin) angepasst wird, so liegt die Abgastemperatur unter Volllast höher, wodurch die Auslassventile thermisch geschädigt werden können. Ohne die notwendigen Verbesserungen der Basismotoren muss eine Dauerhaltbarkeit bei den meisten Aggregaten in Frage gestellt werden.
Nur ein Erdgastank (Stahlflaschen, Kompositflaschen oder moderne EU-genormte Kunststoffflaschen), ein Zuleitungssystem zum Saugrohr und entsprechende Motoren-Managementsysteme müssen integriert und angepasst werden. Außerdem ist in der Regel ein Platzverlust im Kofferraum zu verzeichnen, wenn die Tanks nicht wie bei Serienfahrzeugen unterflurig angeordnet werden. Eine Umrüstung muss der europäischen ECE-R-115-Richtlinie hinsichtlich technischer Ausstattung entsprechen. Die Gasanlage muss in den Kraftfahrzeugbrief und Kraftfahrzeugschein eingetragen sein, sonst erlischt die Betriebserlaubnis des Fahrzeugs.

## Bewertung

### Wirtschaftlichkeit
Die Vorteile von Erdgasfahrzeugen sind einerseits die im Vergleich zu anderen Kraftstoffen niedrigeren Kraftstoffkosten und der ebenfalls geringere Steuersatz für den Kraftstoff, andererseits die gegebenenfalls günstige Einstufung hinsichtlich der Kraftfahrzeugsteuer. Bivalente Fahrzeuge werden gemäß ihrer Abgaswerte im Primärkraftstoffbetrieb bewertet. Einen Sonderfall stellen quasimonovalente Erdgasfahrzeuge dar. In Deutschland werden diese trotz des möglichen Benzinnotbetriebes entsprechend der geringeren Emission im Erdgasbetrieb besteuert.
Für den Kraftstoff Erdgas senkte die deutsche Bundesregierung durch das Gesetz zur Fortentwicklung der ökologischen Steuerreform aus dem Jahre 2002 den Steuersatz auf Erdgas für alle Fahrzeuge im öffentlichen Straßenverkehr bis zum 31. Dezember 2020 auf 13,90 Euro pro MWh. Am 29. Juni 2006 hat die Bundesregierung mit dem Energiesteuergesetz die Begünstigung von Erdgas für alle Fahrzeuge im öffentlichen Straßenverkehr bis zum 31. Dezember 2018 beschlossen. Damit wurde die Steuervergünstigung um 2 Jahre reduziert. Am 15. Februar 2017 hat das Bundeskabinett eine Verlängerung bis 31. Dezember 2023 beschlossen. Ab 1. Januar 2024 erfolgt dann eine jährliche Erhöhung bis auf 31,80 EUR/MWh ab dem 1. Januar 2027. Umgerechnet auf den Heizwertvergleich ergibt sich bei Erdgas eine 80-prozentige steuerliche Vergünstigung gegenüber dem Kraftstoff Superbenzin und gegenüber Diesel um ca. 70 Prozent.

### Ökologische Bewertung
Konventionell gefördertes Erdgas hat ein Kohlenstoffdioxidbildungspotenzial von weniger als 60 g·MJ−1, wenn es vollständig verbrennt. Im Vergleich zu konventionellem Benzin können so die Kohlenstoffdioxidemissionen um bis zu 20 % reduziert werden. Ursächlich dafür ist der geringere Kohlenstoffanteil des Erdgases. Bei der Verbrennung im Ottomotor kann der Kohlenstoffmonoxid- und der Stickstoffoxidausstoß durch den Einsatz von Erdgas ebenfalls gesenkt werden. Ferner erlaubt der Betrieb im Ottomotor eine höhere Verdichtung und damit einen besseren Wirkungsgrad, der sich positiv auf den Kohlenstoffdioxidausstoß auswirkt.
Laut ADAC Ecotest schneiden CNG-Fahrzeuge im Vergleich zu anderen Verbrennern erheblich besser ab. Hier konnte der ADAC sogar eine CO₂-Reduktion von bis zu 54 Prozent gegenüber Benzinern nachweisen. Bei Betankung mit Biogas fällt die CO₂-Bilanz noch erheblich besser aus. Im Vergleich zu sparsamen Diesel-Fahrzeugen ergibt vor allem eine erhebliche Reduktion der in den letzten Jahren diskutierten Stickoxide.
Als Zukunftstechnologie um CO₂ bei Lastkraftwagen einzusparen hält das Ökoinstituts laut einer Studie im Auftrag des Umweltbundesamts Erdgasfahrzeuge für ungeeignet. Es wurde festgestellt, dass Lastkraftwagen mit Ottomotor, in denen verflüssigtes Erdgas (LNG) als Treibstoff eingesetzt wird, einen vergleichbaren Kohlenstoffdioxidausstoß wie Lastkraftwagen mit Dieselmotor haben, in denen konventioneller Dieselkraftstoff (EN590) als Treibstoff verwendet wird. Daraus wird abgeleitet, dass sich für den Klimaschutz kein Vorteil für LNG-Lastkraftwagen mit Ottomotor gegenüber konventionellen mit Dieselkraftstoff betriebenen Diesel-Lastkraftwagen ergibt. Dies wäre nur bei Biogas der Fall, das aber bei weitem nicht in ausreichender Menge zur Verfügung steht.

## Tankstellen für Erdgasfahrzeuge

Neues Verkehrszeichen 365-54 für Erdgastankstellen an Bundesautobahnen

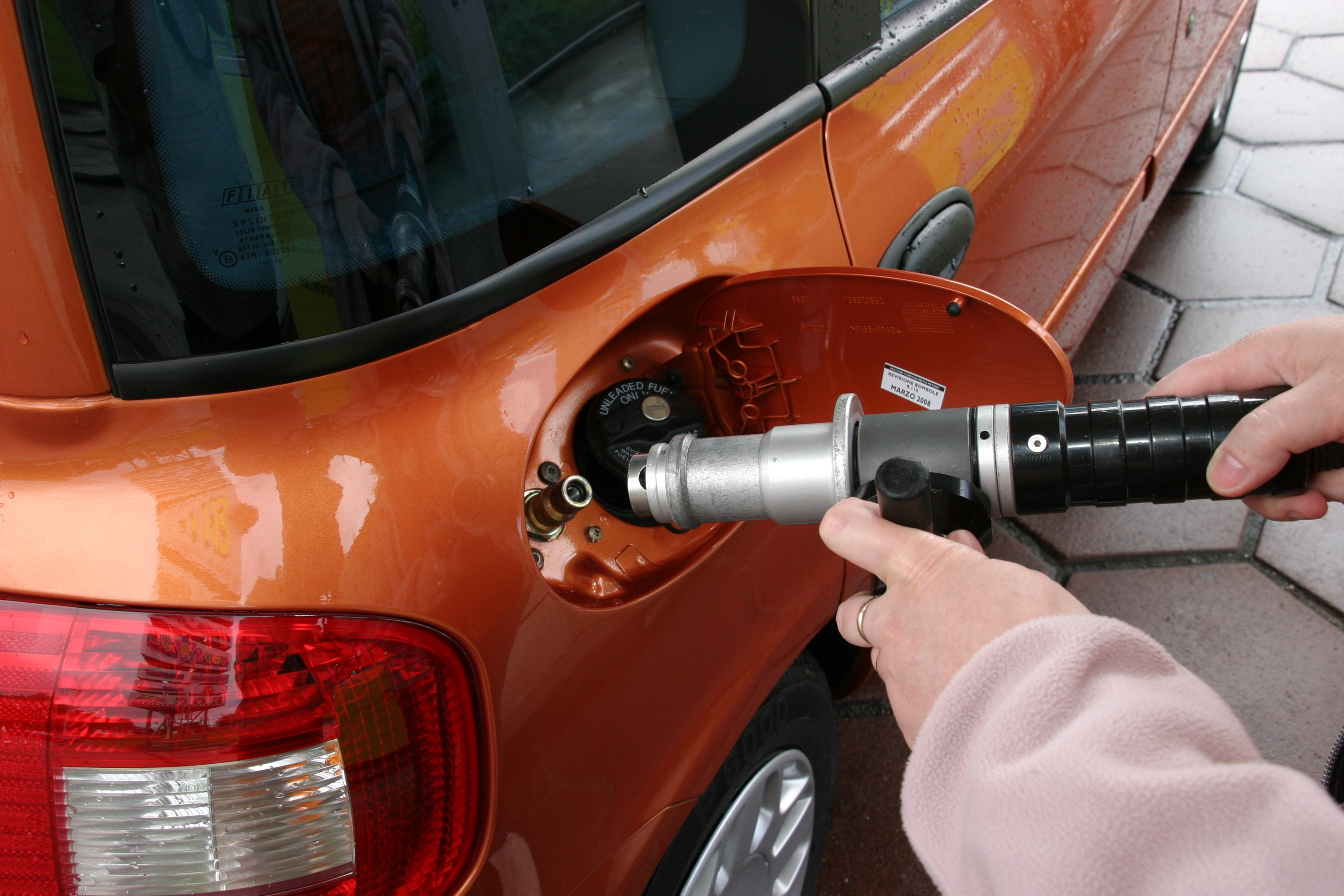
Erdgasbetankung eines Fiat Multipla mit Einfüllstutzen vom Typ NGV1

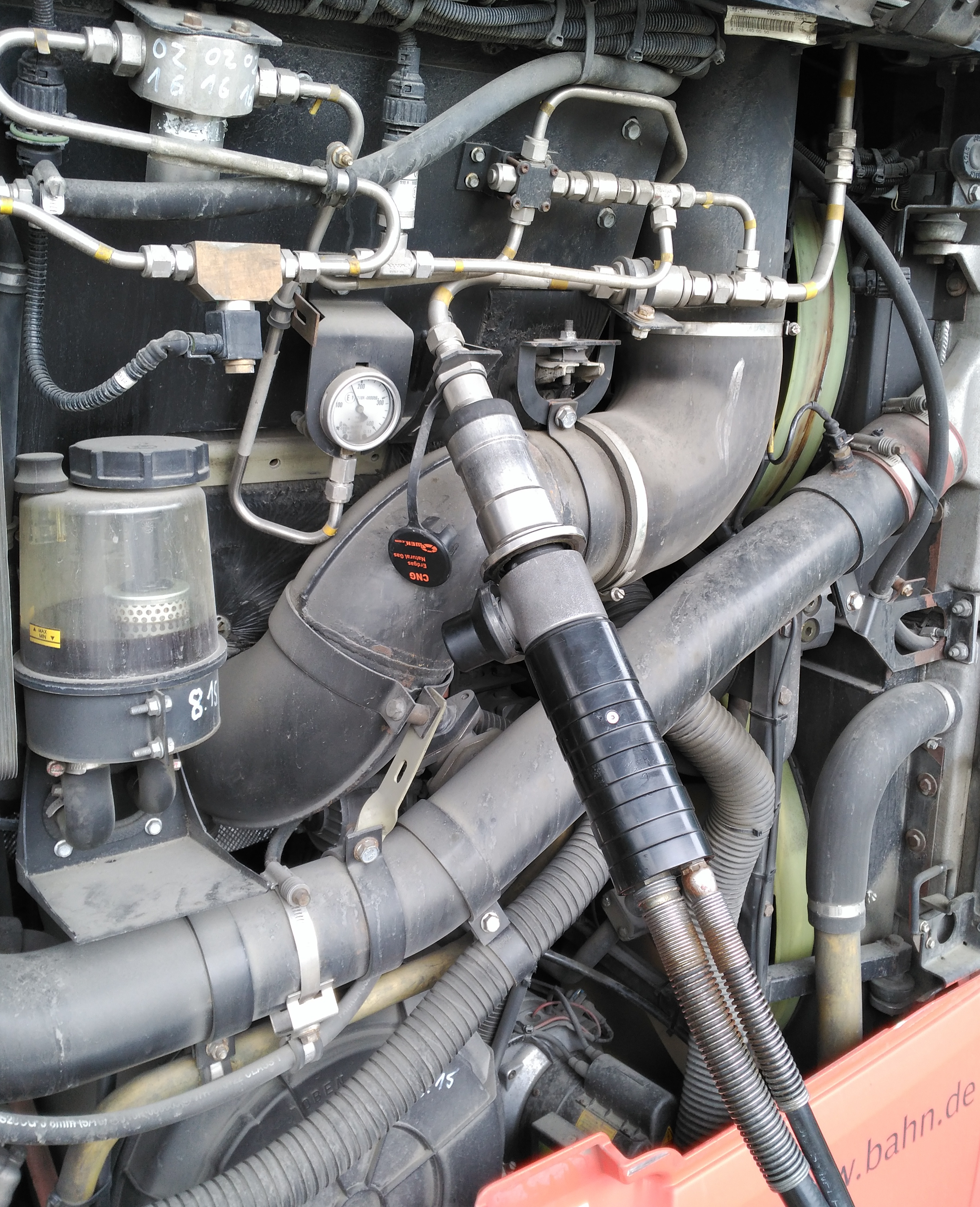
Bei Bussen und LKWs sind (in der Regel) Einfüllstutzen vom Typ NGV2 verwendet

An Tankstellen ist komprimiertes Erdgas (CNG) in der Qualität als H-Gas (High Gas) und/oder L-Gas (Low Gas) erhältlich:
- H-Gas kommt aus Russland, Großbritannien, Norwegen, Niederlande und Dänemark nach Deutschland und hat einen Methan-Anteil von 87 bis 99,1 Volumenprozent. Der Heizwert liegt zwischen ca. 10,0 und 11,1 kWh·m−3 und damit höher als beim L-Gas,
- L-Gas wird in Norddeutschland mit einem Methangehalt von 79,8 bis 87 Volumenprozent gefördert und hat einen Heizwert von 8,2 bis 8,9 kWh·m−3.

Es gibt zwei Arten von Tankstutzen: NGV1 bei PKW sowie der optisch sehr ähnliche, etwas größere NGV2, der vor allem bei Bussen und LKWs verbaut ist. In Süditalien kommt zudem ein weiteres, relativ altes System zum Einsatz. Füllkupplungen an den Tankstellen helfen, zwischen den Standards zu überbrücken. In Russland sowie angrenzenden Staaten sind Tankkupplungen nach dem GOST-Standard verbreitet.

### Deutschland, Österreich und die Schweiz
Am 1. Januar 2014 gab es in Deutschland 917 Erdgastankstellen. Am 1. Januar 2008 waren die Tankstellen überwiegend mit H-Gas und nur 27 Prozent mit L-Gas. In der Schweiz sind es per Juli 2013 134 Tankstellen, welche alle H-Gas abgeben.
Außerdem gibt es in Deutschland seit Juni 2006 die erste Biogastankstelle in Jameln im Wendland. Aus der Anlage der Raiffeisen-Waren-Genossenschaft (RWG) wird das Roh-Biogas aus der Vergärung von Mais, Getreide, Kleegras mittels einer neu entwickelten Aufbereitungsanlage auf Erdgasqualität der Gruppe H-Gas (Methangehalt über 95 Prozent) veredelt. In Margarethen am Moos wurde im Dezember 2007 die erste reine Biogastankstelle Österreichs in (Probe-)Betrieb genommen. Der offizielle Start erfolgte dann am 28. August 2008. Seit Ende 2011 ist diese Tankstelle öffentlich (Selbstbedienung mit Bankomat-Karte), d. h. man benötigt keinen Chip mehr, um die Zapfsäule freizuschalten.
Das seit dem 1. Januar 2007 geltende Biokraftstoffquotengesetz verpflichtet die Mineralölwirtschaft, einen wachsenden Mindestanteil ihres Kraftstoffabsatzes in Form von Biokraftstoffen in Umlauf zu bringen (Quotenpflicht). Energieversorger, die Erdgastankstellen betreiben, eröffnet dies durch die Beimischung von regenerativ erzeugtem Bio-Erdgas eine neue Erlösquelle. Die so erzielte Bio-Quote kann an Mineralölunternehmen verkauft werden, die dadurch ihrer Verpflichtung zur Biobeimischung nachkommen.

### Erdgasfahrzeuge und Erdgastankstellen weltweit
| Land                                  | Erdgasfahrzeuge | Erdgasfahrzeuge | Erdgasfahrzeuge | Erdgasfahrzeuge | Erdgasfahrzeuge | Erdgasfahrzeuge | Erdgasfahrzeuge | Tankstellen | Tankstellen | Tankstellen | Tankstellen | Tankstellen | Tankstellen | Tankstellen |
| Land                                  | 2005            | 2006            | 2007            | 2008            | 2009            | 2010            | 2011            | 2005        | 2006        | 2007        | 2008        | 2009        | 2010        | 2011        |
| ------------------------------------- | --------------- | --------------- | --------------- | --------------- | --------------- | --------------- | --------------- | ----------- | ----------- | ----------- | ----------- | ----------- | ----------- | ----------- |
| Ägypten                               | 63.970          | 75.796          | 84.746          | 101.078         | 119.679         | 122.271         | 157.858         | 91          | 103         | 99          | 118         | 119         | 119         | 119         |
| Algerien                              | 125             | 125             | 125             | 125             | 125             | 125             | 125             | 3           | 3           | 3           | 3           | 3           | 3           | 3           |
| Argentinien                           | 1.446.183       | 1.459.236       | 1.650.000       | 1.745.677       | 1.807.186       | 1.901.116       | 1.900.000       | 1.452       | 1.458       | 1.400       | 1.801       | 1.851       | 1.878       | 1.878       |
| Armenien                              | 38.100          | 47.688          | 81.394          | 101.352         | 101.352         | 101.352         | 244.000         | 60          | 128         | 128         | 214         | 214         | 297         | 297         |
| Australien                            | 2.300           | 2.100           | 2.453           | 2.750           | 2.750           | 2.750           | 2.730           |             | 12          | 2           | 47          | 47          | 47          | 47          |
| Bangladesch                           | 41.314          | 54.715          | 80.000          | 150.253         | 177.555         | 193.521         | 203.000         | 122         | 149         | 118         | 337         | 500         | 546         | 546         |
| Belarus                               |                 | 5.500           | 5.500           | 5.500           | 5.500           | 5.500           | 4.600           |             | 24          | 24          | 24          | 24          | 24          | 24          |
| Belgien                               | 300             | 300             | 300             | 300             | 30              | 176             | 241             | 9           | 5           | 5           | 5           | 5           | 5           | 5           |
| Bolivien                              | 35.810          | 58.267          | 64.828          | 99.657          | 121.908         | 140.400         | 157.426         | 62          | 88          | 87          | 123         | 128         | 156         | 156         |
| Brasilien                             | 1.052.295       | 1.324.905       | 1.511.945       | 1.588.331       | 1.632.101       | 1.664.847       | 1.694.278       | 1.338       | 1.385       | 1.442       | 1.688       | 1.704       | 1.725       | 1.725       |
| Bulgarien                             | 7.305           | 12.500          | 25.225          | 60.255          | 60.270          | 60.270          | 61.623          | 11          | 17          | 9           | 70          | 77          | 81          | 81          |
| Chile                                 | 5.500           |                 | 8.009           | 8.064           | 8.064           | 4.061           | 2.247           | 14          |             | 12          | 15          | 13          | 15          | 15          |
| China                                 | 97.200          | 127.120         | 270.000         | 400.000         | 450.000         | 450.000         | 1.000.000       | 355         | 415         | 415         | 1.000       | 870         | 1.350       | 1.350       |
| Deutschland                           | 27.175          | 38.933          | 54.772          | 64.454          | 76.953          | 85.728          | 90.176          | 622         | 720         | 700         | 800         | 860         | 900         | 900         |
| Finnland                              | 84              | 84              | 150             | 472             | 700             | 700             | 1.100           | 3           | 3           | 3           | 9           | 13          | 13          | 13          |
| Frankreich                            | 8.400           | 8.900           | 10.150          | 10.150          | 12.450          | 12.450          | 13.000          |             | 125         | 105         | 105         | 125         | 125         | 125         |
| Griechenland                          | 40              | 40              | 416             | 418             | 520             | 520             | 702             | 1           | 1           | 1           | 2           | 2           | 2           | 2           |
| Großbritannien                        | 448             | 544             | 221             | 221             | 221             | 220             | 1               | 29          | 19          | 31          | 31          | 31          | 12          | 12          |
| Indien                                | 278.000         | 334.658         | 439.800         | 586.000         | 935.000         | 1.080.000       | 1.100.000       | 259         | 325         | 321         | 463         | 560         | 571         | 571         |
| Indonesien                            | 6.600           | 1.000           | 1.000           | 2.000           | 2.000           | 2.000           | 5.520           | 17          | 12          | 17          | 9           | 9           | 9           | 9           |
| Iran                                  | 63.779          | 229.607         | 315.000         | 846.169         | 1.665.602       | 1.954.925       | 2.859.386       | 96          | 326         | 326         | 584         | 1.021       | 1.574       | 1.574       |
| Irland                                |                 | 81              | 81              | 2               | 2               | 2               | 1               |             | 2           | 10          | 1           | 1           | 1           | 1           |
| Island                                | 56              | 56              | 63              | 77              | 77              | 77              | 255             | 1           | 1           | 1           | 1           | 1           | 1           | 1           |
| Italien                               | 382.000         | 412.550         | 432.900         | 580.000         | 628.624         | 730.000         | 779.090         | 521         | 588         | 558         | 700         | 730         | 790         | 790         |
| Japan                                 | 26.569          | 28.402          | 31.462          | 36.345          | 38.042          | 39.623          | 40.823          | 292         | 311         | 311         | 327         | 344         | 342         | 342         |
| Kanada                                | 20.505          | 12.140          | 12.140          | 12.140          | 12.000          | 12.000          | 14.205          | 222         | 101         | 101         | 101         | 80          | 80          | 80          |
| Kirgisistan                           |                 | 6.000           | 6.000           | 6.000           | 6.000           | 6.000           | 6.000           |             | 6           | 6           | 6           | 6           | 6           | 6           |
| Kolumbien                             | 72.136          | 138.000         | 203.292         | 280.340         | 300.000         | 340.000         | 348.747         | 168         | 202         | 310         | 401         | 460         | 614         | 614         |
| Kroatien                              | 100             | 100             | 100             | 152             | 152             | 152             | 152             | 1           | 1           | 1           | 1           | 1           | 1           | 1           |
| Kuba                                  |                 | 45              | 45              | 45              | 45              | 45              |                 |             | 1           | 1           | 1           | 1           | 1           | 1           |
| Lettland                              | 310             | 310             | 310             | 500             | 500             | 200             | 18              | 4           | 4           | 4           | 30          | 4           | 1           | 1           |
| Liechtenstein                         | 26              | 26              | 41              | 101             | 101             | 101             | 101             | 1           | 2           | 1           | 1           | 1           | 1           | 1           |
| Litauen                               |                 |                 | 7               | 80              | 133             | 133             | 195             |             |             |             | 1           | 2           | 2           | 2           |
| Luxemburg                             | 49              | 51              | 115             | 115             | 203             | 203             | 369             | 4           | 4           | 3           | 4           | 7           | 7           | 7           |
| Malaysia                              | 19.000          | 22.613          | 24.988          | 40.248          | 42.617          | 46.701          | 48.946          | 39          | 47          | 46          | 90          | 137         | 159         | 159         |
| Malta                                 |                 |                 |                 |                 |                 |                 |                 |             |             |             |             |             |             |             |
| Mazedonien                            | 32              | 32              | 50              | 50              | 50              | 50              | 50              | 1           | 1           | 1           | 1           | 1           | 1           | 1           |
| Mexiko                                | 3.037           | 3.037           | 3.037           | 3.037           | 3.037           | 3.037           | 4.800           | 6           | 6           | 6           | 3           | 3           | 3           | 3           |
| Moldawien                             |                 | 5.000           | 5.000           | 5.000           | 5.000           | 5.000           | 2.200           |             | 14          | 8           | 8           | 14          | 14          | 14          |
| Montenegro                            |                 |                 | 6               | 6               | 6               | 6               |                 |             |             |             |             |             |             |             |
| Mosambik                              |                 |                 | 4               | 4               | 4               | 251             | 519             |             |             |             |             | 1           | 2           | 2           |
| Myanmar                               | 200             | 4.343           | 10.900          | 14.884          | 22.821          | 22.821          | 26.472          | 14          | 20          | 20          | 38          | 38          | 38          | 38          |
| Neuseeland                            |                 |                 | 281             | 281             | 281             | 201             | 201             |             | 12          | 12          | 12          | 12          | 14          | 14          |
| Niederlande                           | 348             | 550             | 603             | 1.110           | 1.502           | 1.502           | 4.301           | 10          | 11          | 8           | 21          | 50          | 56          | 56          |
| Nigeria                               | 60              | 60              | 60              | 60              | 60              | 60              | 345             | 2           | 2           | 2           | 2           | 3           | 3           | 3           |
| Nordkorea                             |                 |                 | 4               | 4               | 4               | 4               |                 |             |             | 1           | 1           | 1           | 1           | 1           |
| Norwegen                              | 147             | 147             | 147             | 180             | 180             | 375             | 394             | 4           | 4           | 4           | 9           | 9           | 10          | 10          |
| Österreich                            | 584             | 873             | 1.022           | 4.000           | 4.983           | 5.611           | 5.608           | 71          | 89          | 68          | 130         | 208         | 223         | 223         |
| Pakistan                              | 700.000         | 1.000.000       | 1.550.000       | 2.000.000       | 2.300.000       | 2.740.000       | 2.850.500       | 766         | 965         | 1.606       | 2.600       | 3.068       | 3.285       | 3.285       |
| Peru                                  | 4.656           | 5.489           | 7.823           | 54.829          | 81.024          | 103.712         | 122.221         | 3           | 9           |             | 56          | 94          | 137         | 137         |
| Philippinen                           | 14              | 36              | 36              | 36              | 36              | 36              | 36              | 1           | 3           | 1           | 3           | 3           | 3           | 3           |
| Polen                                 | 771             | 771             | 1.500           | 1.700           | 2.106           | 2.106           | 2.100           | 28          | 28          | 28          | 30          | 32          | 32          | 32          |
| Portugal                              | 242             | 242             | 379             | 379             | 407             | 407             | 586             | 5           | 5           | 5           | 5           | 5           | 5           | 5           |
| Rumänien                              | 18.000          | 22.613          | 24.988          | 24.988          | 24.988          |                 |                 | 39          | 47          | 46          | 46          | 46          |             |             |
| Russland                              | 41.780          | 60.000          | 95.000          | 103.000         | 100.000         | 100.000         | 86.000          | 213         | 215         | 213         | 226         | 244         | 244         | 244         |
| Schweden                              | 7.897           | 11.515          | 13.407          | 16.900          | 23.000          | 32.000          | 40.029          | 62          | 85          | 91          | 118         | 104         | 155         | 155         |
| Schweiz                               | 1.700           | 2.081           | 3.628           | 6.820           | 7.163           | 9.600           | 10.300          | 61          | 78          | 56          | 106         | 110         | 126         | 126         |
| Serbien und Montenegro                |                 | 95              | 89              | 210 (Serbien)   | 210 (Serbien)   | 210 (Serbien)   | 210 (Serbien)   |             | 2           | 2           | 7 (Serbien) | 7 (Serbien) | 7 (Serbien) | 7 (Serbien) |
| Singapur                              | 119             | 238             | 238             | 2.444           | 2.656           | 5.348           | 5.577           | 1           | 1           | 1           | 3           | 5           | 5           | 4           |
| Slowakei                              | 286             | 286             | 337             | 426             | 426             | 426             | 823             | 7           | 7           | 7           | 7           | 7           | 7           | 7           |
| Slowenien                             |                 |                 |                 |                 |                 |                 | 38              |             |             |             |             |             |             |             |
| Spanien                               | 912             | 978             | 1.392           | 1.863           | 1.863           | 2.539           | 3.219           | 30          | 31          | 28          | 42          | 42          | 44          | 44          |
| Südafrika                             |                 |                 | 22              | 22              | 22              | 22              | 22              |             |             | 1           | 1           | 1           | 1           | 1           |
| Südkorea                              | 8.762           | 11.578          | 13.137          | 17.123          | 25.744          |                 | 32.441          | 80          | 107         | 226         | 227         | 159         |             | 165         |
| Tadschikistan                         |                 | 10.600          | 10.600          | 10.600          | 10.600          | 10.600          | 10.600          |             | 53          | 53          | 53          | 53          | 53          | 53          |
| Tansania                              |                 |                 | 3               | 3               | 3               | 31              | 31              |             |             |             |             |             | 1           | 1           |
| Thailand                              | 8.500           | 21.799          | 33.982          | 127.735         | 162.023         | 218.459         | 300.581         | 41          | 76          | 44          | 303         | 391         | 426         | 426         |
| Trinidad und Tobago                   | 4.000           | 3.500           | 3.500           | 3.500           | 3.500           | 4.500           | 4.500           | 13          | 10          | 13          | 10          | 10          | 9           | 9           |
| Tschechien                            | 455             | 615             | 660             | 1.230           | 1.755           | 2.700           | 3.475           | 16          | 24          | 16          | 33          | 37          | 33          | 33          |
| Tunesien                              |                 |                 | 2               | 34              | 34              | 34              | 34              |             |             |             | 2           | 2           | 2           | 2           |
| Türkei                                | 400             | 520             | 520             | 3.056           | 3.056           | 3.056           | 3.339           | 1           | 6           | 5           | 9           | 9           | 12          | 12          |
| Ukraine                               | 67.000          | 100.000         | 100.000         | 120.000         | 200.000         | 200.000         | 390.000         | 147         | 200         | 147         | 224         | 285         | 285         | 285         |
| Ungarn                                |                 | 202             | 110             | 110             | 110             | 110             | 141             |             | 3           | 13          | 13          | 13          | 13          | 13          |
| Uruguay                               |                 |                 | 20              | 20              | 20              | 20              |                 |             |             |             |             |             |             |             |
| USA                                   |                 | 146.876         | 146.876         | 110.000         | 110.000         | 112.000         | 123.000         |             | 1.340       | 1.340       | 1.100       | 1.300       | 1.000       | 1.000       |
| Usbekistan                            |                 |                 |                 | 47.000          | 47.000          | 47.000          | 300.000         |             |             |             | 43          | 43          | 133         | 133         |
| V.A.E                                 | 250             |                 | 305             | 305             | 305             | 305             | 1.751           | 2           | 4           |             | 9           | 2           | 2           | 2           |
| Venezuela                             |                 | 44.146          | 44.146          | 4.200           | 15.000          | 43.000          | 105.890         |             | 148         | 149         | 124         | 150         | 144         | 144         |
| Vietnam                               |                 |                 |                 |                 |                 |                 | 282             |             |             |             |             |             |             | 3           |
| Europäische Union (Gebietsstand 2010) | 460.983         | 512.827         | 569.898         | 769.673         | 825.075         | 943.877         | 1.013.194       |             |             |             |             |             | 2.509       | 2.508       |
| Total                                 | 4.595.709       | 5.769.682       | 7.394.505       | 9.394.544       | 11.355.785      | 12.674.402      | 15.192.844      |             |             | 10.695      | 14.654      | 16.513      | 18.202      | 18.154      |

Angabe der Erdgastankstellen beinhalten CNG und LNG-Stationen, die öffentlich, kommunal oder privat betrieben werden. Hausanschlüsse sind nicht miteingerechnet.

## Positionen von Autofahrerclubs und Regulierungsbehörde zu Erdgasfahrzeugen

### ÖAMTC
Laut Veröffentlichung des ÖAMTC vom 25. Juli 2013 ist Erdgas (Compressed Natural Gas – CNG) als Kraftstoff eine marktfähige und sofort einsetzbare Technologie mit Umwelt- und Preisvorteilen. Dennoch hat sich diese Alternative am Markt noch nicht durchgesetzt. Der ÖAMTC und der Fachverband der Gas- und Wärmeversorgungsunternehmungen (FGW) sowie Fiat, Opel und VW präsentierten am 25. Juli 2013 ein Forderungspaket an die nächste österreichische Bundesregierung. Unterstützt wurden sie dabei von der für die Strom- und Gaswirtschaft zuständige österreichische Regulierungsbehörde Energie-Control Austria (E-Control).
Forderungen von ÖAMTC, FGW, Fiat, Opel, VW und E-Control
- Keine Kraftstoff-Steuer auf Erdgas bis 2025 („Keine MÖSt auf Erdgas“).
- Eine Österreich-weite Anschaffungs-Förderung (z. B. NoVA-Befreiung) bis 2025, um Gleichpreisigkeit zu konventionellen Antrieben herzustellen.

Darüber hinaus befürworten die Partner eine Erdgasabgaben-Befreiung für in das Erdgasnetz eingespeistes und an anderer Stelle entnommenes Biomethan (in Anlehnung an die steuerliche Behandlung von Biodiesel und Bioethanol) sowie weitere Anreize zum Umstieg auf Erdgas-Pkw und andere alternativ angetriebene Pkw, z. B. durch Begünstigungen bei der Kfz-Steuer.
Pro und Contra aus Sicht des ÖAMTC
Eines der wesentlichsten Argumente pro Erdgas liegt für den ÖAMTC in der hohen Wirtschaftlichkeit: 2013 konnten für denselben Geldbetrag mit einem Erdgas-Pkw Strecken zurückgelegt werden, die um rund 50 Prozent (Diesel) bzw. 100 % (Benzin) länger sind. Dennoch haben laut ÖAMTC-Umfrage viele Konsumenten Vorbehalte gegenüber Erdgas-Autos. Sie fürchten ein erhöhtes Explosionsrisiko bei Unfällen und Einschränkungen bei der Einfahrt in Garagen.

„Beides ist ungerechtfertigt. Ein Crashtest des ÖAMTC bestätigte die technische Sicherheit von Erdgas-Pkw. Einfahrtsverbote in Garagen beruhen auf der in einigen Bundesländern fehlenden Unterscheidung zwischen Flüssiggas und CNG. Hier hat der Gesetzgeber Nachholbedarf“

betonte Bernhard Wiesinger, Leiter der ÖAMTC-Interessenvertretung.

### ADAC
Laut einer Untersuchung des ADAC zur Frage, was bei einem Frontal- und Seitencrash in einem Erdgasfahrzeug passiert, ist das Brandrisiko bei Erdgasfahrzeugen gegenüber Benzin- oder Dieselfahrzeugen nicht erhöht. Auch bei Unfällen verhält sich das Gasmodell kaum anders als die Standard-Version.
In einer mit dem Joanneum Research durchgeführten Studie kommt er des Weiteren  zum Ergebnis, dass CNG-Fahrzeuge bei Betrachtung des gesamten Life cycles bis auf weiteres in Sachen CO2-Ausstoß die beste Bilanz besitzen und auch von der E-Mobilität nicht zu übertreffen sind.